# Erigeron chrysopsidis
Espèce
Erigeron chrysopsidis est une espèce de plantes à fleurs de la famille des Asteraceae.
Il s'agit d'une petite plante vivace de 10 à 15 cm, poussant sur terrain sec, souvent associée à des végétaux du genre Artemisa.
Elle pousse aux États-Unis, en Amérique du Nord, de la Californie au Nevada et dans l'État de Washington.